# Totul pentru dans
Totul pentru dans (engleză Shake It Up) este un serial de televiziune american, producție originală Disney Channel. Serialul este creat de Chris Thompson, și le are în rolurile principale pe Bella Thorne și Zendaya Coleman. Acțiunea se învârte în jurul a două bune prietene, CeCe Jones (Bella Thorne) și Rocky Blue (Zendaya Coleman), după ce au fost alese să danseze într-un show televizat de dans, "Shake It Up, Chicago!". Acestea se confruntă cu diferite probleme ale vârstei și creșterea statutului social la școală. Davis Cleveland, Roshon Fegan, Adam Irigoyen, Kenton Duty și Caroline Sunshine joacă, de asemenea, în serial.
Conceptul serialului a fost, pentru Disney, de a crea o comedie despre două prietene, Rocky [:Rochi] și Cece [:Sisi] dar cu un aspect de dans. Totul pentru dans este al treilea serial original Disney Channel care folosește o "emisiune în serial", după The Famous Jett Jackson și Sonny și steluța ei norocoasă.
Serialul a fost reînnoit pentru un al doilea sezon. Un album cu toate melodiile din serial numit Shake It Up: Live 2 Dance a fost lansat pe 20 martie 2012.
Pe 4 iunie 2012 a fost anunțat că serialul a fost prelungit pentru un al treilea sezon, iar Kenton Duty (Gunther) nu va mai face parte din distribuția principală.

## Premiză
Totul Pentru Dans se învârte în jurul aventurilor celor mai bune prietene Rocky Blue (Zendaya Coleman) și CeCe Jones (Bella Thorne), care, cu ajutorul vechiului prieten, Deuce Martinez (Adam Irigoyen), își îndeplinesc visele favorite să devină dansatori profesioniști când găsesc rolurile de dansatori la o emisiune locală, "Shake It Up, Chicago!". Cece și Rocky fac față situației lor, adaptându-se, menținând statutul lor social la școală și urmărindu-l pe fratele cel mic al lui Cece, Flynn (Davis Cleveland). O altă problemă a fetelor este compararea cu Gunther și Tinka (Kenton Duty și Caroline Sunshine), competitori ai emisiunii. Emisiunea are de asemenea scenarii care îl includ pe fratele lui Rocky, Ty (Roshon Fegan), care poate de asemenea dansa. Selena Gomez & the Scene cântă melodia generică, "Shake It Up" care a apărut pe albumul "Shake It Up: Break It Down".

## Distribuția

### Personaje principale
- Cecelia "CeCe" Jones -Bella Thorne
- Raquel "Rocky" Blue - Zendaya Coleman
- Flynn Jones - Davis Cleveland
- Ty Blue - Roshon Fegan
- Deuce Martinez - Adam Irigoyen
- Gunther și Tinka Hessenheffer - Kenton Duty și Caroline Sunshine

### Personaje secundare
- R. Brandon Johnson – Gary Wilde
- Anita Barone – Georgia Jones
- Buddy Handleson – Henry Dillon